# 구승현
구승현(2004년 9월 22일 ~ )은 대한민국의 배우이다.

## 학력
- 서울신월초등학교 졸업
- 고운중학교 졸업
- 세종예술고등학교 졸업

## 연기 활동

### 드라마
- 2010년 KBS2 월화드라마 《공부의 신》 ... 어린 홍찬두 역(이현우 아역)
- 2010년 SBS 대기획 《제중원》
- 2010년 MBC 수목미니시리즈 《개인의 취향》
- 2010년 SBS 아침연속극 《여자를 몰라》 ... 이사랑 역
- 2011년 SBS 드라마스페셜 《49일》 ... 꼬마아이 역
- 2011년 SBS 특집드라마 《유쾌한 삼총사》 ... 고영민 역
- 2011년 tvN 미니시리즈 《MANNY》 ... 오정민 역
- 2011년 MBC 주말연속극 《천 번의 입맞춤》 ... 박찬노 역
- 2011년 SBS 대기획 《뿌리깊은 나무》 ... 채윤과 담이의 큰아들 역
- 2012년 MBC 수목미니시리즈 《아랑사또전》 ... 어린 김은오 역(이준기 아역)
- 2013년 SBS 드라마 스페셜 《너의 목소리가 들려》 ... 어린 박수하 역(이종석 아역)
- 2013년 SBS 드라마 스페셜 《주군의 태양》 ... 이우진 역
- 2014년 SBS 월화드라마 《닥터 이방인》 ... 어린 박훈 역(이종석 아역)
- 2015년 MBC 주말특별기획 《내 딸, 금사월》... 14세 주세훈 역(도상우 아역)
- 2018년~2019년 MBC 월화드라마 《나쁜 형사》... 민우 역

### 영화
- 2010년 《인플루언스》 ... 영친왕자 역
- 2010년 《헬로우 고스트》 ... 어린 상만 역 (차태현 아역)
- 2010년 《여의도》 ... 황현준 역
- 2011년 《독짓는 늙은이》 ... 어린 당손 역
- 2011년 《Mr. 아이돌》 ... 한은기 역
- 2011년 《오직 그대만》 ... 재활원 아이 역
- 2013년 《미나문방구》 ... 어린 강호 역 (봉태규 아역)
- 2013년 《은밀하게 위대하게》 ... 치웅 역
- 2014년 《역린》 ... 어린 정조 역 (현빈 아역)
- 2015년 《세계일주》 ... 박선호 역
- 2015년 《손님》 ... 영남 역
- 2016년 《매직배딩》 ... 연우 역
- 2017년 《신과함께: 죄와 벌》 ... 어린 수홍 역 (김동욱 아역)

## 방송
- 2009년 OBS 《전설의 시대 - 조병국 박사 편》 ... 동수 역
- 2010년 EBS 어린이시트콤 《생방송 톡!톡! 보니하니 - 어린이 인생극장 찬스맨》 ... 어린 성광 역

## 수상
- 2009년 톱키즈 모델 선발대회 TV탤런트상
- 2009년 옥션키즈모델 포토제닉상
- 2009년 KMA 한국모델협회 주최 제3회 어린이모델선발대회 한국모델협회상